# Povilas Leimonas
Povilas Leimonas (Marijampolė, 16 luglio 1985) è un calciatore lituano, centrocampista o difensore del Sveikata.

## Carriera

### Club
Ha giocato nella prima divisione lituana ed in quella polacca.

### Nazionale
Ha giocato nella nazionale lituana Under-21.
Tra il 2011 ed il 2018 ha giocato in totale 5 partite con la nazionale maggiore lituana, senza mai segnare.

## Palmarès

### Club

#### Competizioni nazionali
- Coppa di Lituania: 2

Sūduva: 2008-2009, 2019
- Campionato lituano: 3

Sūduva: 2017, 2018, 2019
- Supercoppa di Lituania: 2

Sūduva: 2018, 2019